# Zoo di Belfast
Il giardino zoologico di Belfast (irlandese:  Zú Béal Feirste) è uno zoo a Belfast, Irlanda del Nord. Si trova in una zona relativamente appartata nel pendio a nordest di Cavehill, sovrasta Antrim Road, risultando un luogo molto tranquillo per gli animali per cui lo zoo è spesso elogiato.

## Struttura

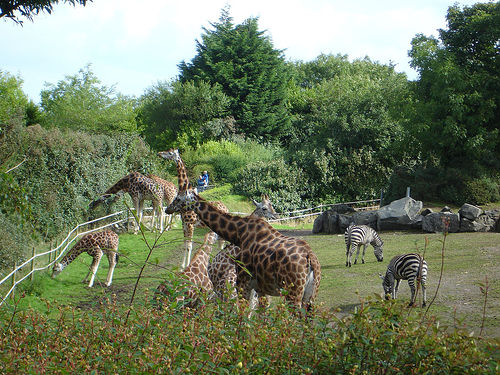
Giraffe e Zebre

Lo zoo di Belfast è una delle più belle attrazioni dell'Irlanda del Nord, con più di 300.000 visitatori ogni anno. Si trova a nord di Belfast, in uno spazio di 220.000 m² ed è la casa di 1.200 animali di 140 specie.
La maggior parte degli animali è a rischio nel suo habitat naturale. Lo zoo promuove importanti lavori di conservazione e prende parte a più di 90 programmi di allevamento europei ed internazionali che aiutano ad assicurare la sopravvivenza a molte specie in minaccia di estinzione.
Proprietario dello zoo è il Belfast City Council. Vengono spesi ogni anno £1,5 milioni per sviluppare e promuovere lo zoo, che è uno dei pochi ad essere finanziato dal governo.
I lavori dello zoo sono supervisionati dal Parks and Leisure Committee, comitato formato da 20 consiglieri locali che assumono la carica con un'elezione.

## Storia
La storia dello zoo di Belfast comincia con il sistema di trasporto della città. All'inizio del XX secolo, i passeggeri da Belfast erano trasportati nei villaggi di Whitewell e Glengormley da tram tirati da cavalli appartenenti alla Belfast Street Tramway Company e da treni a vapore da Cavehill e Whitewe.
Nel 1911, la linea tramviaria fu comprata dalla Belfast Corporation, ora Belfast City Council. La corporazione decise di costruire il Bellevue Park Railway, una mini-ferrovia, parco giochi e giardini alla fine della linea per incoraggiare i clienti ad usare il servizio. L'area fu chiamata Bellevue Gardens, che significa vista bella e piacevole.
Durante gli anni venti e trenta, i giardini furono una destinazione famosa per le gite domenicali. Nel 1933, la corporazione decise di installare una collezione zoologica rappresentativa, Quindi nel 1934, 49.000 m² dall'altra parte del Grand Floral Staircase, una serie di terrazze progettate per raggiungere il top della collina, furono stabilite come Bellevue Zoo.
Ci vollero 150 uomini per costruire la struttura e i terrazzamenti si vedono ancora oggi da Antrim Road. Lo zoo fu aperto il 28 marzo 1934 da Sir Crawford McCullough, che allora era il sindaco di Belfast. L'impresa fu supportata dal Consigliere RJR Harcourt della Belfast Corporation in società con George Chapman, un proprietario di animali e impresario circense.
Costò £10.000 sterline per costruirlo e fu visitato da 284.713 persone nel primo anno di vita.

## Recenti sviluppi
Lo zoo di Belfast cambia continuamente e accoglie nuovi animali o celebra nuove nascite.
Nel giugno 2007 nacque un cucciolo di Panthera leo leo. È stato il primo esemplare di questa specie a nascere in Irlanda. Il cucciolo fu rifiutato dalla madre e fu accolto in casa da Linda Frew. Il leone Lily fu spostato allo Zoo di Hodonin nella Repubblica Ceca nell'agosto 2009, come parte di un programma di allevamento.
Nel 2008, lo zoo aprì una nuova zona di foresta tropicale che ospita bradipi, tartarughe con le zampe rosse, e pipistrelli. La Rainforest House è una passeggiata attraverso il paesaggio tropicale e la temperatura costante di 27 gradi.
I lavori più recenti comprendono lavori per le recinzioni del gorilla e dello scimpanzé, delle giraffe e degli elefanti, incluso il distributore di cibo per le giraffe, e nuovi spazi per le scimmie ragno e per l'orso andino.
Nel 2009 lo zoo di Belfast ha festeggiato 75 anni, Fu una grande festa per lo zoo che aprì nuove attrazioni per i visitatori. I lavori di ristrutturazione hanno dotato lo zoo di coperture di alto livello con abbondanza di luce naturale e presentazioni multimediali che illustrano la storia di Belfast Zoo e della fauna selvatica in Irlanda del Nord.
Lo zoo ha ricevuto un finanziamento di £250.000 sterline per lo sviluppo del turismo dalla Northern Ireland Tourist Board per costruire una nuova area di accoglienza. Il concilio ha donato altre £300.000 sterline per aiutare ad unmentare il numero di visitatori.
Il 2009 fu un anno di successo per l'abbondanza dei nuovi arrivi tra cui una tigre Sumatran chiamata Kabus, e l'unico canguro degli alberi di tutto il Regno Unito, chiamato Kwikila. Il 2009 registrò anche un picco di visitatori: 302.000. Inoltre sono nati più di 90 cuccioli.
Il 2010 ha visto l'arrivo di due lontre, scimmie dal ventre rosso e una coppia di tucani. Sono previsti altri arrivi durante l'anno, tra cui una femmina di tigre.
IL primo maggio 2010 ha avuto il doppio dei visitatori dell'anno precedente.
I cuccioli nati nel 2009 comprendevano: tapiri, lemuri, zebre, leoni marini, cani della prateria, scimmie ragno, canguri rossi e molti altri. Il biglietto costa £11.50 per adulti e £5.80 per bambini

## Floral Hall
All'interno dello zoo c'è una sala da ballo in stile art decò degli anni trenta, la Floral Hall.
Negli anni sessanta, la sala era un luogo popolare visitati da grandi artisti come i Pink Floyd e i Small Faces. La sala non è più stata usata dallo scoppio dei tumulti degli anni settanta. La Belfast Buildings Preservation Trust sta pianificando il recupero dell'edificio, sebbene il Belfast City Council non abbia ancora approvato un finanziamento.
Il 2010 ha visto molte riunioni per studiare gli utilizzi potenziali dell'edificio e per portare avanti un progetto sostenibile.